# Otto Oesterhelt
Otto Oesterhelt (* 2. September 1883 in Zitzschewig; † 13. Februar 1945 in Dresden; Geburtsname: Otto Israel, 1933 mit Zustimmung der NSDAP umgeändert) war ein deutscher Geodät und Hochschullehrer an der Technischen Hochschule Dresden.

## Leben
Nach einem Besuch 1902 der Gewerbeakademie Chemnitz studierte Oesterhelt ab 1905 Geodäsie an der Technischen Hochschule Dresden und an der Universität Leipzig. In Dresden wurde er Mitglied des Corps Thuringia. 1911 wurde er in Dresden am dortigen Geodätischen Institut Assistent, im Folgejahr dort promoviert.
Anschließend ging er 1913, an der Seite des Ethnographen Walther Stötzner (1882–1965) auf eine Forschungsreise nach Westchina und nach Tibet. Zur Forschungsgruppe gehörten weiterhin der Zoologe Max Hugo Weigold, der Entomologe Emil Funke, der Botaniker Hans Wolfgang Limpricht und der Redakteur F. Specker. 1914/1915 war er Professor für Geodäsie an der Staatsuniversität Tibet; 1915 folgte eine Dozentur in Shanghai.
Zurück in Deutschland, war er von 1919 bis 1923 Oberassistent und Privatdozent wiederum am Geodätischen Institut der TH Dresden, wo er 1921 seine Habilitation abschloss. 1923 wurde er zum apl. Professor, 1932 am gleichen Lehrstuhl zum außerordentlichen Professor für Höhere Geodäsie und Katasterkunde berufen. Zum 1. August 1930 trat er der NSDAP bei (Mitgliedsnummer 295.744). Im November 1933 unterzeichnete er das Bekenntnis der deutschen Professoren zu Adolf Hitler. Nach der nationalsozialistischen „Machtergreifung“ übernahm Oesterhelt eine Reihe von politischen Ämtern. Unter anderem war er NS-Stadtverordneter, Kreisobmann des NS-Lehrerbundes an der TH Dresden und Leiter des Kreisamts für Erzieher und Gründer der Deutschen Volkshochschule Dresden. Seit 1936 war er Leiter der Dozentenschaft an der TH Dresden.
Zur Namensänderung von Israel zu Oesterhelt schreibt Victor Klemperer:

„Am 13. Januar 1934 [teilte mit dem] Semesterrundschreiben Nr. 72 (...) Magnifizenz (...) mit, daß unser Kollege, der a.o. Professor und nationalsozialistische Stadtverordnete Israel, ‚mit Erlaubnis des Ministeriums‘ den alten Namen seiner Familie wieder angenommen habe. Sie hieß im 16. Jahrhundert Oesterhelt, und das ist in der Lausitz über Uesterhelt, Isterhal (auch Isterheil und Osterheil), Istrael, Isserel u.a. durch Verstümmelung zu Israel entwickelt worden.“

Dem neugeschaffenen Lehrstuhl für Trigonometrie, Höhere Geodäsie und Katasterkunde in Dresden stand er von 1935 bis zu seinem Tode 1945 als ordentlicher Professor vor. Zudem übernahm er 1941 übergangsweise den Lehrstuhl für Vermessungskunde und Photogrammetrie an derselben Hochschule. Oesterhelt starb am 13. Februar 1945 durch eine umstürzende Eiche im Großen Garten während der alliierten Luftangriffe auf Dresden.

## Werke
- Routenaufnahmen in West-Szetschwan. Die Sifangebirge im chinesisch-tibetischen Grenzgebiet nach den topographischen Ergebnissen der Stötznerschen Expedition 1914 (= Petermanns geographische Mitteilungen. Ergänzungsheft 235 = Ergänzungsband 52). Perthes, Gotha 1938, DNB 365014028.
- Feldbuch für geodätische Praktika nebst Zusammenstellung der wichtigsten Methoden und Regeln sowie ausgeführten Musterbeispielen (= Teubners Technische Leitfäden. Band 11). Teubner, Leipzig/Berlin 1920, DNB 580302091.